# Хилдегард фон Хенеберг
Хилдегард фон Хенеберг (на немски: Hildegard von Henneberg; * ок. 1106, Вюрцбург; † 24 февруари 1143/1144?) e графиня от Хенеберг и чрез женитба графиня на Катценелнбоген.

## Произход
Тя е дъщеря на граф Годеболд II фон Хенеберг, бургграф на Вюрцбург († 1144) и съпругата му Лиутгард фон Хоенберг († 1145), дъщеря на граф Бертхолд I фон Хоенберг „Стари" († 1110) († 1110) и Лиутгард († 1110). Сестра е на Гебхард фон Хенеберг († 1159), от 1150 г. епископ на Вюрцбург, i Гюнтер фон Хенеберг († 1161), от 1146 г. епископ на Шпайер.

## Фамилия
Хилдегард фон Хенеберг се омъжва за граф Хайнрих II фон Катценелнбоген († ок. 1160), син на граф Хайнрих I фон Катценелнбоген († пр. 1108) и съпругата му Луитгард фон Хаймбах-Хенгебах († 1156) и брат на Филип фон Катценелнбоген, епископ на Оснабрюк (1141 – 1173). Те имат децата:
- Хайнрих III († ок. 1179), граф на Катценелнбоген, граф в Крайхгау, женен
- Бертхолд I (* 1126; † сл. 1170/1179), граф в Крайхгау, женен за Аделхеид фон Лауфен (* 1135), дъщеря на граф Конрад фон Лауфен и Гизелхилд фон Арнщайн
- Дитер фон Катценелнбоген († ок. юни 1191)
- Херман († 9 юни 1203), епископ на Мюнстер (1174 – 1203)
- Кунигунда († сл. 1198), омъжена за граф Хайнрих II фон Диц († 1189)